# Nordwohlde
Nordwohlde ist ein Stadtteil von Bassum im Landkreis Diepholz in Niedersachsen.

## Geografie

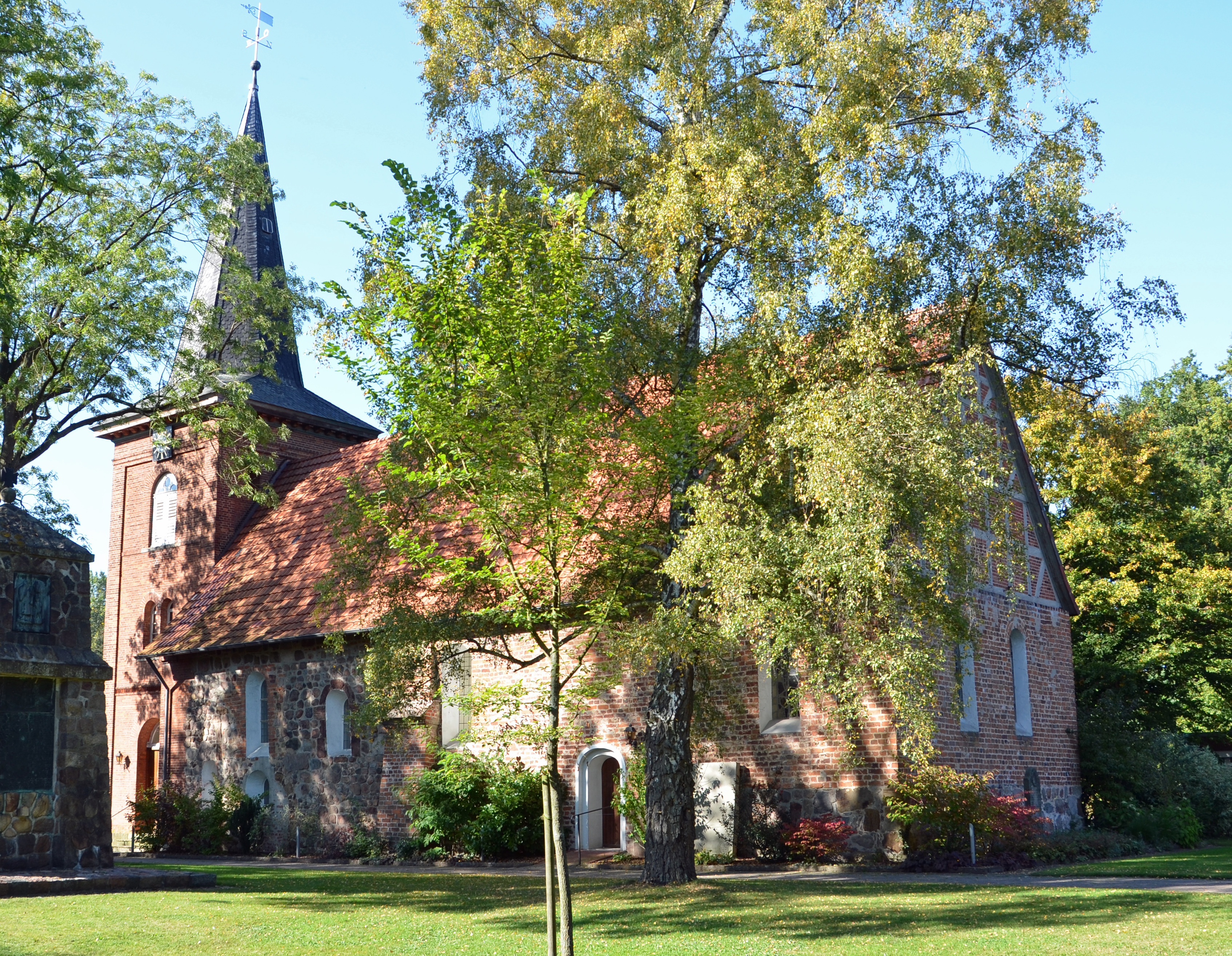
Kirche zu Nordwohlde

### Lage
Zu Nordwohlde gehören die Ortschaften Döhren, Fesenfeld, Gräfinghausen, Högenhausen, Kätingen, Kastendiek, Pestinghausen, Steinforth, Stütelberg und Stühren. Zusammen mit diesen Ortschaften liegt Nordwohlde zu beiden Seiten der B 51.

### Ortsteil Pestinghausen
Pestinghausen, mit rund 125 Einwohnern, liegt zwischen Nordwohlde und Syke und ist von beiden Orten ungefähr 1,5 Kilometer entfernt. Die von Nordwohlde nach Syke in west-östlicher Richtung verlaufenden Landesstraße 340 durchquert den Ort. Der Riengraben fließt in südlicher Richtung, unterquert die L 340 westlich vom Kernort und mündet bei Högenhausen in den Finkenbach.
Das östlich von Pestinghausen liegende Waldgebiet Westermark ist ein beliebtes Ausflugsziel für viele Wanderer und Naturfreunde. Alljährlich von Mitte Juli bis Mitte August blüht die wildwachsende Orchidee Breitblättrige Stendelwurz (Epipactis helleborine) in erheblicher Anzahl in der Westermark.

### Nachbargemeinden
Nachbargemeinden der ehemals selbstständigen Gemeinde Nordwohlde sind im Norden der Gemeindeteil Fahrenhorst der Bassumer Nachbargemeinde Stuhr und im Nordosten der Syker Stadtteil Ristedt (mit Sörhausen).

### Flüsse/Bäche
Der Kernort wird durchflossen vom Hombach. Der weiter westlich verlaufende Klosterbach ist im nördlichen Bereich Grenzbach zum Landkreis Oldenburg. Der östlich von Bassum entspringende Finkenbach ist ca. zehn Kilometer lang. Er fließt durch Bramstedt, nimmt die Bramstedter Beeke auf und mündet südlich von Nordwohlde in den Hombach.

## Geschichte
Die Hügelgräber im Waldgebiet Hülsenberg lassen auf eine frühe Besiedlung schließen. Die ältesten Teile der Kirche zu Nordwohlde stammen aus dem frühen 13. Jahrhundert.
Am 1. März 1974 wurde die selbständige Gemeinde Nordwohlde in die Stadt Bassum eingegliedert.

## Politik
| Gemeinde Nordwohlde (bis 1974) | Gemeinde Nordwohlde (bis 1974) | Gemeinde Nordwohlde (bis 1974) | Gemeinde Nordwohlde (bis 1974) |
| Amtszeit                       | Amtszeit                       | Name                           | Partei                         |
| ------------------------------ | ------------------------------ | ------------------------------ | ------------------------------ |
| 19. September 1974             | 14. November 2001              | Adolf Garbs                    | CDU                            |
| 15. November 2001              | 17. Oktober 2007               | Heinrich Evers                 | CDU                            |
| 18. Oktober 2007               | 2016                           | Inge Evers                     | CDU                            |
| 2016                           | heute                          | Birgit Kattau                  | CDU                            |

## Infrastruktur

### Bildung
Die Kinder aus Nordwohlde und Umgebung können ortsnah zunächst den Evangelischen Kindergarten und danach die Grundschule in Nordwohlde besuchen.
Die Grundschule Nordwohlde besteht seit 1977 und hat am 12. Mai 2017 ihren 40. Geburtstag gefeiert. Kinder können hier die Klasse eins bis vier besuchen.

### Verkehr
Östlich der Bundesstraße 51 liegt der Kernort Nordwohlde. Er ist über die Landesstraße 340, die von Syke kommt und den Ort durchteilt, damit verbunden.

### Vereine
Der Turnverein Einigkeit Nordwohlde von 1911 hat circa 470 Mitglieder. Das Angebot umfasst neben Fitness-Kursen auch Korbball, Turnen, Judo und vor allem Fußball. Weitere Vereine sind der Nordwohlder Reit- und Fahrverein und der Nordwohlder Schützenverein von 1904 e. V.

### Sportstätten
Einen Sportplatz mit zwei Spielplätzen hat eine Flutlichtanlage. 2017 wurde eine Mehrzwecksporthalle errichtet mit einer Fläche von rund 1400 m². Auf dem Dach der Halle befinden sich nach zwei Bauphasen zwei Fotovoltaik-Anlagen mit einer Gesamtleistung von 60 Kilowatt (jeweils 30 Kilowatt pro Anlage).

### Feuerwehr
Bei der Freiwilligen Feuerwehr stehen ein Tanklöschfahrzeug (TLF 3000) und ein Löschgruppenfahrzeug (LF10/6), sowie ein Mannschaftstransportwagen zum Einsatz bereit.

## Sehenswürdigkeiten
- In der Liste der Baudenkmale in Bassum sind für Nordwohlde fünf Baudenkmale aufgeführt, u. a.:
  - das Wohn- und Wirtschaftsgebäude Stütelberg 2 von  1821.
- Die ev.-luth. Kirche zu Nordwohlde ist eine romanische Saalkirche mit vorgestelltem Westturm. Die Westteile der Kirche aus Feldsteinen stammen aus dem frühen 13. Jahrhundert, der aus Backsteinen bestehende Ostteil mit hohen Rundbogenfenstern vom Ende des 13. Jhs. Im Inneren befindet sich der Kanzelkorb mit Evangelistenrelief aus der Mitte des 17. Jhs.
- Die Windmühle Kätingen von 1864 ist heute privates Wohngebäude.
- Das Waldgebiet Hülsenberg, nördlich vom Ortskern, hat einen hohen Naherholungswert. Beim Orkan Quimburga wurden 1972 große Teile des Waldes zerstört und seitdem wieder aufgeforstet. In diesem Waldgebiet  blüht alljährlich in größerer Anzahl von Mitte Juli bis Mitte August die wildwachsende Orchidee Breitblättrige Stendelwurz.
- In der Nordwohlder Schule befindet sich ein Wandbild des Schweringer Künstlers Gottlieb Pot d’Or aus den 1960er Jahren.

## Persönlichkeiten
- Heinrich Keese (1897–1986), Pädagoge, Heimatforscher und Kreisnaturschutzbeauftragter im damaligen Landkreis Grafschaft Hoya